# Turnagra
Turnagra es un género de aves paseriformes perteneciente a la familia Oriolidae. Sus dos miembros eran dos pájaros endémicos de Nueva Zelanda, denominados piopios, que se consideran extintos.
Anteriormente fueron descritos como tordos de Nueva Zelanda, pero los piopios tenían solo parecido superficial con la familia Turdidae. Fueron clasificados en su propia familia, Turnagridae, pero en la actualidad se incluyen en la familia Oriolidae.
La extensa deforestación a lo largo del país (particularmente en las tierras bajas) y la introducción de mamíferos depredadores en las Islas Norte y Sur en el siglo XIX durante la colonización europea se cree que fueron las causas de que se extinguieran ambas especies.

## Especies de Turnagridae
- Turnagra capensis - piopio de la Isla Sur;
  - Turnagra capensis minor - piopio de la Isla Stephens
- Turnagra tanagra -  piopio de la Isla Norte.